# Beillé
Beillé é uma comuna francesa na região administrativa do País do Loire, no departamento de Sarthe. Estende-se por uma área de 8 km². Em 2010 a comuna tinha 531 habitantes (densidade: 66,4 hab./km²).